# Data Binding
Data binding – jest techniką, która składa się z relacji między źródłem danych, a odbiorcą danych oraz mechanizmu synchronizacji danych między nimi. W Windows Presentation Foundation i Silverlight data binding pozwala aplikacjom w prosty i spójny sposób prezentować i modyfikować dane. Pozwala oddzielić logikę aplikacji od interfejsu użytkownika.
Przykład:
Rozpatrzmy program, który jest klientem zewnętrznej bazy danych. Możemy dzięki niemu przeglądać i modyfikować dane (rekordy) w bazie. Jeżeli stworzymy odpowiednie połączenie data binding między danymi a elementami GUI, każda zmiana danych spowoduje automatyczne odświeżenie zawartości kontrolek w programie. Tak samo modyfikacja sprzężonych komponentów aplikacji (np. wpisanie tekstu do text boxa) sprawi, że rekord w bazie danych zostanie odpowiednio uaktualniony, praktycznie w czasie rzeczywistym.
Jest to możliwe do zaprogramowania bezpośrednio przez programistę.